# Třída Tačikaze
Třída Tačikaze byla třída raketových torpédoborců Japonských námořních sil sebeobrany, určených zejména k ničení vzdušných cílů. Skládala se z jednotek Tačikaze, Asakaze a Sawakaze, postavených loděnicí Mitsubishi Zosen v Nagasaki v letech 1973–1983. Všechny tři jednotky byly vyřazeny ze služby v rozmezí let 2007–2010.

## Stavba
Jednotky třídy Tačikaze:
| Jméno              | Zahájení stavby | Spuštěna          | Vstup do služby | Status                  |
| ------------------ | --------------- | ----------------- | --------------- | ----------------------- |
| Tačikaze (DDG-168) | 19. června 1973 | 17. prosince 1974 | 26. března 1976 | vyřazen 15. ledna 2007  |
| Asakaze (DDG-169)  | 27. května 1976 | 15. října 1977    | 27. března 1979 | vyřazen 12. března 2008 |
| Sawakaze (DDG-170) | 14. září 1979   | 4. června 1981    | 30. března 1983 | vyřazen 25. června 2010 |

## Konstrukce

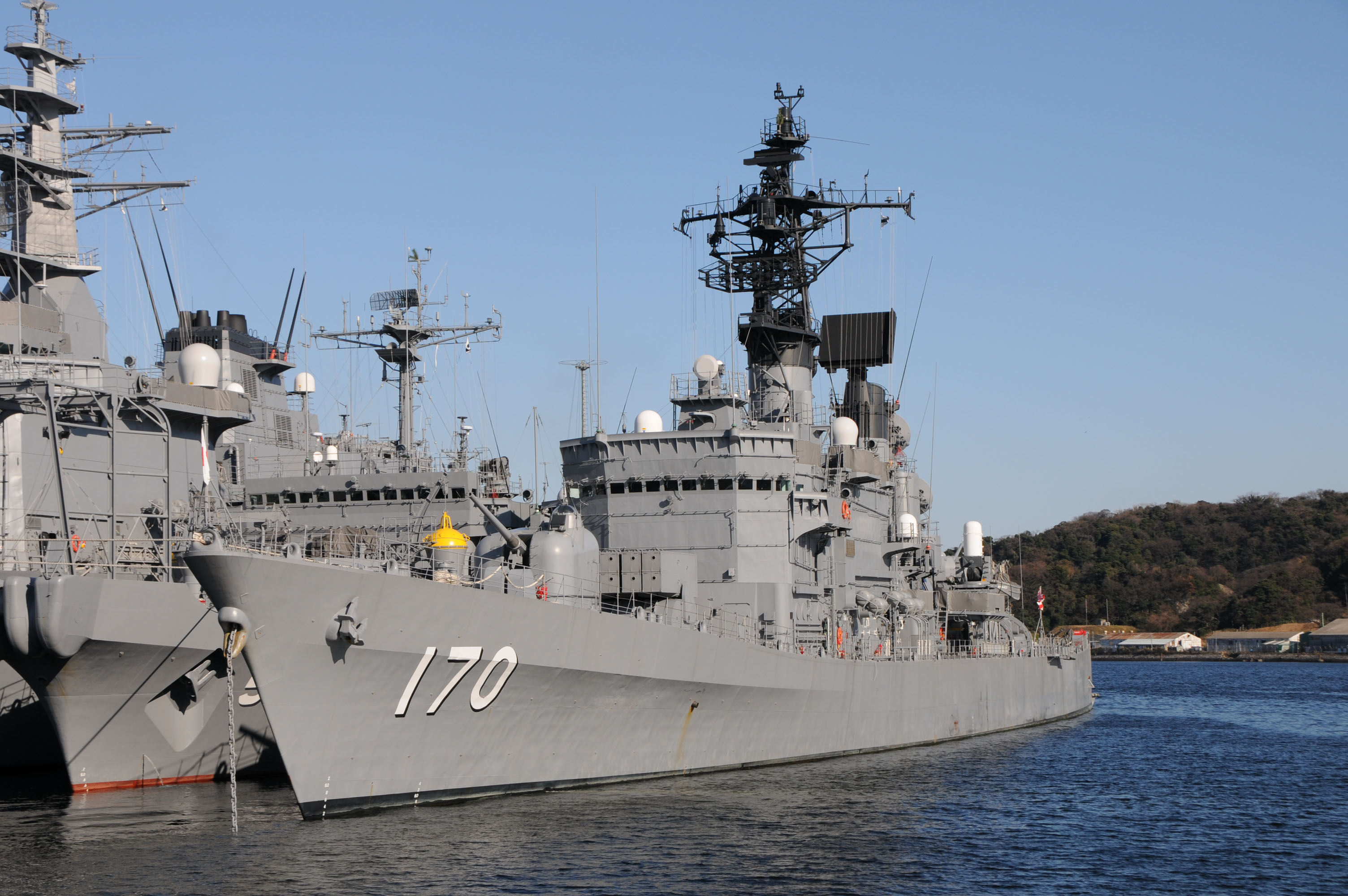
Sawakaze (DD-170)

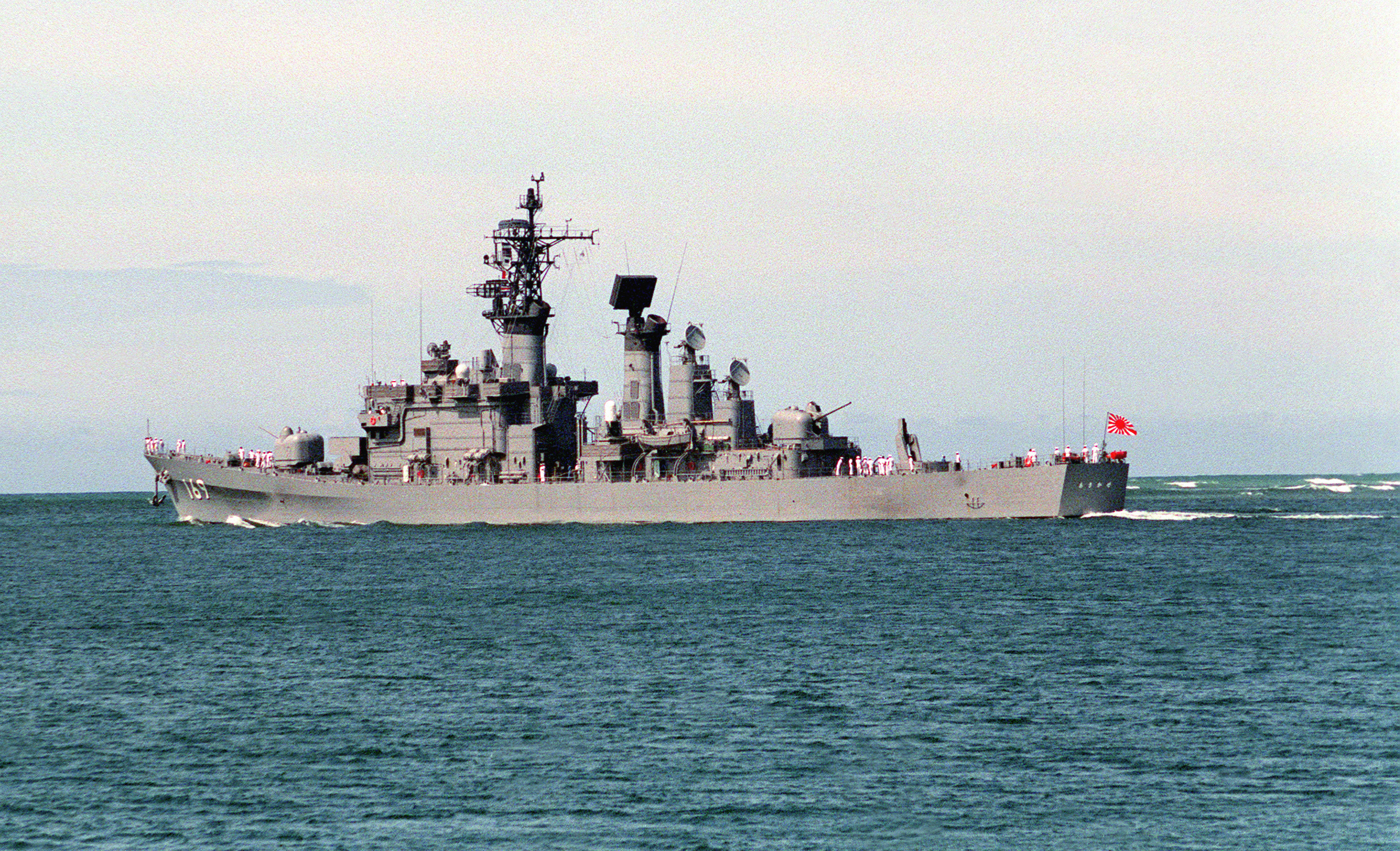
Asakaze (DDG-169)

Hlavňovou výzbroj torpédoborců tvořily dva 127mm kanóny umístěné ve věžích na přídi a zádi lodí. Mezi přední věží a můstkem se dále nacházelo osminásobné vypouštěcí zařízení raketových torpéd ASROC, která ve výzbroji lodí doplnily dva tříhlavňové 324mm protiponorkové torpédomety. Na zádi, za druhou dělovou věží, se nacházelo jednoduché odpalovací zařízení protiletadlových řízených střel Standard SM-1 MR. Ze stejného vypouštěcího zařízení bylo možné odpalovat též protilodní střely Harpoon. V 80. letech byly na všechny jednotky instalovány dva systémy blízké obrany Phalanx CIWS.